# 高卢

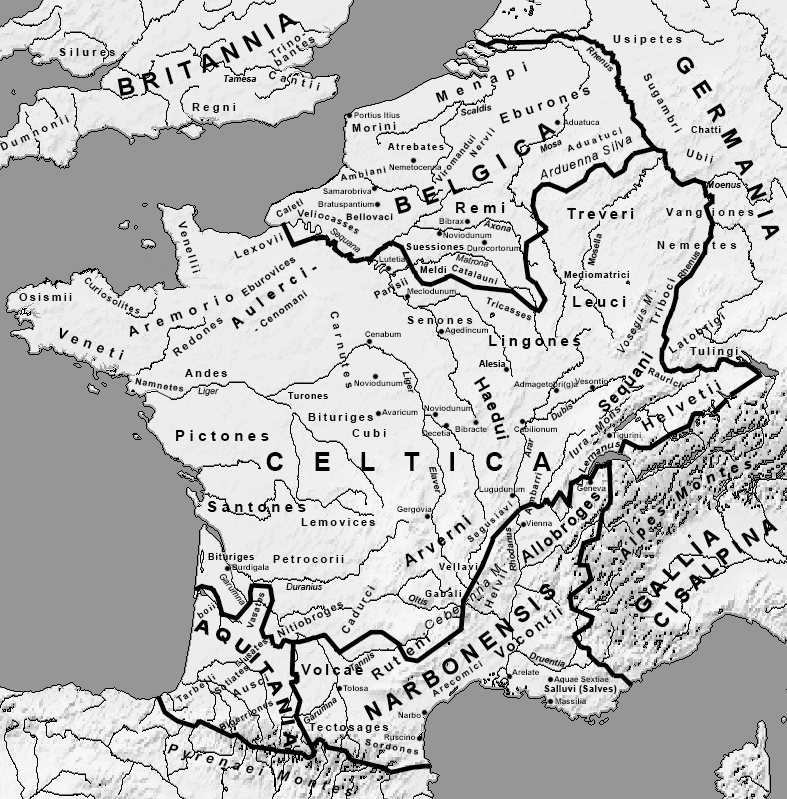
公元前58年，高盧戰爭前夕的高盧地圖。羅馬人將此時的高盧分為五個部份：高盧凱爾特卡（Gallia Celtica）、高盧比利時（Gallia Belgium）、南山高盧（Gallia Cisalpina）、北山高盧（Gallia Narbonensis）和高盧阿基坦（Gallia Aquitaine）

高卢（法語：Gaule；拉丁语：Gallia），又稱高盧地區，指的是位於西歐的古代地區，這個詞彙最早由羅馬人發明，高盧地區以今日的法國為中心，版圖最大時還包括比利時、荷蘭南部、盧森堡以及瑞士東部、德國的萊茵蘭地區和意大利北部。面積共494,000平方公里。羅馬共和國總督尤利烏斯·凱撒將高盧地區分為三個部份：高盧凱爾特卡 (Gallia Celtica)、比利時和阿基坦。
在考古學上，高盧人屬於凱爾特人的一支，是公元前5～1世紀拉坦诺文化的傳承者。到前4世紀時已經分佈到了現在的法國、瑞士、德國南部、奧地利和捷克共和國，並出現在意大利北部、巴爾幹半島、特蘭西瓦尼亞和安納托利亞，控制著羅訥河、塞納河、萊茵河和多瑙河等重要交通航道。然而高盧人並非政治統一的群體，而是數以百計未統一的部落。前3世紀，高盧人的實力達到頂峰，擴張至北意大利與巴尔干半岛，分別與罗马共和国和希臘爆發戰爭，部落酋長布倫努斯還曾攻入罗马城。第一次布匿戰爭之後羅馬共和國崛起，並對高盧人形成壓迫之勢。前225年的泰拉蒙戰役之後高盧人的力量開始衰退，高盧地區中的凱爾特卡在前204年被羅馬人侵略並被征服，在前123年由羅馬人建立專業的行政省份。前120年後，辛布里人和條頓人這兩支日耳曼部落入侵高盧，條頓人又在前103年被當地的羅馬人擊敗。尤利烏斯·凱撒後對高盧發動進攻，在前50年代的高盧戰爭征服該地。羅馬人對高盧的統治相對和平，持續了500年，直到最後一個羅馬殘餘國家蘇瓦松王國在公元486年遭法蘭克人攻陷為止。
高盧人雖然是凱爾特人的一支，但早在羅馬入侵前的古代晚期就已經失去了凱爾特人的身份認同。在羅馬人成為高盧地區的統治階層後，高盧人主動又迅速的接受了羅馬文化，尤其是語言，法語在此時逐漸成型，和其它習慣一起形成了新的“高盧羅馬文化”。高盧一詞在歐洲中世紀的早期沒有消亡，不過在進入中世紀盛期後就逐漸和西法蘭克一體化，演變成現代法國地區的名稱。直到今天，高盧在現代希臘語（Γαλλία）和拉丁語（Gallia）中仍然是法國這個國家的正式名稱；而其它語言則選擇法蘭克（Francia，Francogallia）作為法國的國名。